# Gemonio
Gemonio (lombardul: Gimón) település Olaszországban, Varese megyében. Lakosainak száma 2818 fő (2023. január 1.). Gemonio Azzio, Brenta, Cittiglio, Caravate, Besozzo és Cocquio-Trevisago községekkel határos.

## Népesség
A település népességének változása:
| Lakosok száma | 2871 | 2878 | 2818 |
|               | 2017 | 2018 | 2023 |